# Freie Turnerschaft Schweinfurt
Die Freie Turnerschaft Schweinfurt e. V. (kurz: FT Schweinfurt) ist ein Sportverein aus Schweinfurt. Er bietet die Sportarten Fußball, Badminton, Handball, Korbball,  Volleyball, Gymnastik, Leichtathletik und Kegeln an und besitzt vor allem durch seine Fußballabteilung Bedeutung für die Stadt.

## Geschichte
Die FT Schweinfurt wurde im Jahr 1902 gegründet und steht in der Tradition der Arbeitersportbewegung der damaligen Zeit. 1922 wurde im damals neu entstandenen Stadtteil Gartenstadt vom Verein eine eigene Sportanlage mit Gaststätte erbaut. Nach dem Zweiten Weltkrieg folgten die Errichtung einer Bundeskegelbahn, von Tennisplätzen und einem vereinseigenen Freizeitheim in Haselbach in der Rhön.
Der Verein verfügt heute über sieben Abteilungen, von denen vor allem die Fußball-Abteilung als langjähriger bayerischer Landesligist mit drei aktiven und vielen Jugendmannschaften eine besondere Stellung hat. Mit insgesamt 1.160 Partien während 34 Spielzeiten in Landesliga Nord (zwischen 1981 und 2012) und Landesliga Nordwest (2012 bis 2015) ist die FT Schweinfurt bayerischer Rekordhalter (Stand: Mai 2018). Der bisher größte Erfolg des Vereins war die Teilnahme an den Relegationsspielen zur Bayernliga im Jahr 1982.
Die erste Fußballmannschaft tritt in der sechstklassigen Landesliga Bayern Nordwest an. Spielstätten der Freien Turnerschaft sind das eigene Sportgelände Kleinflürleinsweg sowie diverse Nebenplätze auf dem Gelände des Schweinfurter Sachs-Stadions.

## Erfolge

### Meisterschaften
Landesliga Nord (IV)
- Vizemeister: 1981/82

Bayerische Hallenmeisterschaft
- Meister: (2) 1986, 1991

### Pokalwettbewerbe
Unterfränkischer Pokal
- Sieger: (2) 1952, 1984

### Teilnahmen
- Aufstiegsrunde zur Fußball-Bayernliga: 1982